# Ratpenat frugívor de Watson
El ratpenat frugívor de Watson (Dermanura watsoni) és una espècie de ratpenat de la família dels fil·lostòmids. Viu a Belize, Colòmbia, Costa Rica, Guatemala, Hondures, Mèxic, Nicaragua i Panamà. El seu hàbitat natural són boscos verds i semiautòctons de terres baixes. No hi ha cap amenaça significativa per a la supervivència d'aquesta espècie.
Fou anomenat en honor del col·leccionista H. J. Watson.